# Saint-Seurin-de-Cadourne
Saint-Seurin-de-Cadourne é uma comuna francesa na região administrativa da Nova Aquitânia, no departamento da Gironda. Estende-se por uma área de 15,67 km². Em 2010 a comuna tinha 720 habitantes (densidade: 45,9 hab./km²).